# Peppermint OS
Peppermint OS és una distribució Linux que inicialment es basava en Ubuntu i des de la versió 11 es basa en Debian estable, oferint-se la possibilitat d'entregar-se sense Systemd basant-se en Devuan. S'instal·la amb Calamares i utilitza l'entorn d'escriptori Xfce per defecte. Ofereix un entorn familiar, un centre de control i possibilitats de configuració que faciliten l'arribada als nouvinguts a Linux. Requereix recursos de maquinari relativament baixos per executar-se. El què més ha singularitzat aquesta distribució és la presència d'un gestor d'aplicacions web amb el qual és possible crear altres aplicacions web. Inicialment fou Ice-SSB que fou substituït per Kumo.